# Jacques Culmann

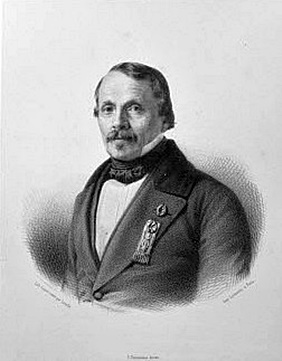
Fréderic Jacques Culmann

Fréderic Jacques Culmann (* als Friedrich Jacob Culmann am 16. September 1787 in Annweiler, Herzogtum Zweibrücken; † 5. April 1849 in Paris) war ein französischer Offizier und Mitglied der Nationalversammlung zur Zeit der Zweiten Republik.

## Leben
Geboren als Sohn eines pfälzischen Pfarrers wurde Culmann französischer Offizier. Er ging 1847 als Oberst, Offizier der Ehrenlegion und Direktor der Artillerie in Straßburg in Ruhestand. Culmann war von 1848 bis zu seinem Tod Abgeordneter in der französischen Nationalversammlung. Er zog für das Département Bas-Rhin in das Parlament ein, während sein jüngerer Bruder August Ferdinand Culmann zu gleicher Zeit den benachbarten Wahlkreis Landau in der Frankfurter Nationalversammlung (Paulskirche) vertrat.
Culmann war mit Louise Frölich (1801–1884), der Witwe seines Bruders Christian Culmann (1795–1837), verheiratet.

## Familie
Culmanns Eltern waren der reformierte Pfarrer (in vierter Generation) Philipp Friedrich Culmann (1752–1818) und Juliane Henriette Dell (1765–1829). Das Paar hatte drei Töchter und sechs Söhne.
Zu Culmanns Neffen gehörten Gustav Adolph Gulden (1808–1882), Mitglied der Frankfurter Nationalversammlung sowie die Brüder Karl, ein Ingenieur und Philipp Theodor Culmann, Theologe und Ethiker. August Hannitz (1808–1882), 1849 bayerischer Abgeordneter und in den Pfälzischen Aufstand verstrickt, war ein Vetter Culmanns.